# 卡尔米内·鲁索
卡尔米内·鲁索（義大利語：Carmine Russo，1976年9月29日—），意大利足球裁判，生于坎帕尼亚大区阿韦利诺，目前执法意甲。
1993年，意大利足球裁判协会诺拉分会看中了鲁索。鲁索接受培训后，于1994年2月12日起正式成为足球裁判。此后六年，他一直执法低级别的比赛（意大利足球卓越聯賽和更低级别的比赛）。2000年7月1日，鲁索终于被提拔到意丁。三年之后，2003年7月1日，他又获得提拔，可以执法意丙一及意丙二。2007年7月1日，他进入意甲及意乙的裁判组。2007年12月23日，他执法了第一场意甲比赛，比赛中费伦天拿5比1大胜卡利亚里。2009年7月，意大利足球裁判协会授予他“詹纳罗·马尔凯塞”奖。这项奖以1918年出生的意大利足球裁判詹纳罗·马尔凯塞命名，授予执法意甲、意乙二年以内并表现出色的裁判。
鲁索虽然不是国际级裁判，但他也执法过一些国际比赛，不过主要是俱乐部间的友谊赛。另外，2012年5月时鲁索受沙特阿拉伯足球协会的邀请，执法了该国的国王杯赛。